# 20. stoletje
17. stoletje | 18. stoletje | 19. stoletje | 20. stoletje | 21. stoletje | 22. stoletje | 23. stoletje
Dvajseto stoletje je obsegalo leta od 1901 do vključno 2000. Pogovorno ga mešamo s stoletjem, ki vsebuje leta od 1900 do 1999.

## Desetletja in leta
Opomba: leta pred dvajsetim stoletjem in po njem so pisana ležeče.
| 1890. | 1890 | 1891 | 1892 | 1893 | 1894 | 1895 | 1896 | 1897 | 1898 | 1899 |
| 1900. | 1900 | 1901 | 1902 | 1903 | 1904 | 1905 | 1906 | 1907 | 1908 | 1909 |
| 1910. | 1910 | 1911 | 1912 | 1913 | 1914 | 1915 | 1916 | 1917 | 1918 | 1919 |
| 1920. | 1920 | 1921 | 1922 | 1923 | 1924 | 1925 | 1926 | 1927 | 1928 | 1929 |
| 1930. | 1930 | 1931 | 1932 | 1933 | 1934 | 1935 | 1936 | 1937 | 1938 | 1939 |
| 1940. | 1940 | 1941 | 1942 | 1943 | 1944 | 1945 | 1946 | 1947 | 1948 | 1949 |
| 1950. | 1950 | 1951 | 1952 | 1953 | 1954 | 1955 | 1956 | 1957 | 1958 | 1959 |
| 1960. | 1960 | 1961 | 1962 | 1963 | 1964 | 1965 | 1966 | 1967 | 1968 | 1969 |
| 1970. | 1970 | 1971 | 1972 | 1973 | 1974 | 1975 | 1976 | 1977 | 1978 | 1979 |
| 1980. | 1980 | 1981 | 1982 | 1983 | 1984 | 1985 | 1986 | 1987 | 1988 | 1989 |
| 1990. | 1990 | 1991 | 1992 | 1993 | 1994 | 1995 | 1996 | 1997 | 1998 | 1999 |
| 2000. | 2000 | 2001 | 2002 | 2003 | 2004 | 2005 | 2006 | 2007 | 2008 | 2009 |

Kronologija 20. stoletja zajema pregled najpomembnejših vojn, vstaj, revolucij in drugih dogodkov 20. stoletja.

## 1899-1902
- vojna Združenega kraljestva proti Burom v Južno Afriški republiki; končana z mirom v Pretoriji, burski republiki postaneta angleški koloniji

## 1900-01
- na Kitajskem boksarska vstaja proti Evropejcem; velesile jo zadušijo

## 1903
- ilindenska vstaja v Makedoniji
- ZDA sprožijo vstajo v Kolumbiji in z vojaško intervencijo ustanovijo Panamo

## 1904
- Srčna zveza (entente cordiale) med Francijo in Veliko Britanijo

## 1904-05
- rusko-japonska vojna, končana z mirom v Portsmouthu (Rusija odstopi Japonski Port Artur in južni Sahalin, prizna Korejo kot področje japonskega vpliva)

## 1905-06
- prva ruska revolucija, začetek razdobja navideznega konstitucionalizma
- prva maroška kriza med Nemčijo in Francijo; poravnava z mednarodno konferenco v Algecirasu

## 1907
- 2. haaška mirovna konferenca (izboljšana pravila kopenskega vojskovanja iz 1899)
- izravnava britansko-ruskih koristi v Perziji, kjer si sili razdelita področji vpliva

## 1908
- v Omanski državi revolucija mladoturkov
- Avstrija anektira Bosno in Hercegovino (avstrijsko-srbska kriza, poravna na 1909)

## 1910
- na Portugalskem vržejo kralja in okličejo republiko; Japonska anektira Korejo
- začetek desetletne revolucije v Mehiki

## 1911
- 2. maroška kriza med Nemčijo in Francijo; v maroško-kongovski pogodbi priznan francoski protektorat nad Marokom
- začetek socialnorevolucionarnega obdobja v Mehiki

## 1911-12
- revolucija na Kitajskem, Sun Jat-sen okliče republiko (padec dinastije Mandžu)
- italijansko-turška vojna za Tripolis in Cirenajko, ki z lausanskim mirom dejansko postaneta italijanska

## 1912
- oktober - 1. balkanska vojna; Bolgarija, Srbija, Grčija in Črna gora proti Turčiji; ta se v londonskem miru odpove vsem ozemljem zahodno od črte Enos-Midia

## 1913
- junij - zaradi plena 2. balkanska vojna, v kateri Srbija, Grčija, Romunija in Turčija povsem porazijo Bolgarijo; končana z mirom v Bukarešti (zmagovalke si povečajo ozemlje; ustanovljena samostojna:kneževina Albanija)

## 1914
- 28. junij - Gavrilo Princip -član mlade Bosne- v Sarajevu ubije Avstro-Ogerskega prestolonaslednika Franca Ferdinanda in njegovo ženo
- 28. julij - Avstro-Ogrska napove Srbiji vojno

## 1917
- 31. januar - Nemčija napove z noto ZDA začenši od 1. 2. neomejeno podmorniško vojskovanje
- 8.-15. marec- februarska revolucija v Rusiji; car Nikolaj II. se 15. 3. odpove prestolu
- 2. november - Balfourjeva deklaracija: britanska obljuba, da ustvarijo Judom domovino v Palestini
- 7.-8. november - oktobrska revolucija v Rusiji

## 1918
- 8. januar - razglasitev 14 točk ameriškega predsednika Wilsona
- 3. marec - Brest-Litovski mir med Rusijo in centralnimi silami: Rusija se odpove Livoniji, Kurski, Litvi, Estoniji, Poljski, Finski in Ukrajini
- 29. oktober - jugoslovanski narodi zapustijo avstro-ogrsko državo
- 1. december - razglašena kraljevina Slovencev, Hrvatov in Srbov (3. 10. 1929 preimenovana v Jugoslavijo)

## 1919
- 5.-14. januar - v političnih bojih v Berlinu poražena revolucionarna delavska levica; umorjena Rosa Luxemburg in Karl Liebknecht
- 18. januar - začetek mirovne konference v Versaillesu
- 4. april - začetek kulturne revolucije Sun Jat-sena na Kitajskem
- 20.-23. april - v Beogradu ustanovljena Socialistična delavska stranka Jugoslavije (komunistov), leto dni kasneje preimenovana v Komunistično partijo Jugoslavije
- 6. avgust – antantine intervencijske čete zasedejo Budimpešto; konec sovjetske Madžarske
- jeseni – Rdeča armada dokončno razbije kontrarevolucionarne armade belih generalov

## 1920
- 14.-16. avgust - bitka na Visli med Rdečo armado in poljskimi četami pod vodstvom J. Pilsudskega

## 1921
- 8.-18. marec – upor mornarjev in delavcev v Kronštatu proti boljševikom
- 6. december – po dveletnih bojih pomiritev Irske z Veliko Britanijo; Irska postane dominion

## 1922
- 16. september – zmaga Turčije v grško-turški vojni (začeti 1920)